# Леони, Рауль
Рау́ль Лео́ни Оте́ро (исп. Raúl Leoni Otero; 26 апреля 1905, пос. Эль-Мантеко, Боливар, Венесуэла — 5 июля 1972, Нью-Йорк, США) — венесуэльский государственный деятель, президент Венесуэлы (1964—1969).

## Биография
Родился в семье уроженца Корсики. С юных лет принимал участие в движении против диктатуры Гомеса, за что в 16-летнем возрасте был арестован вместе с восьмидесятью другими участниками антиправительственной демонстрации. Впоследствии окончил Центральный университет Венесуэлы в Каракасе, получив диплом юриста. В университете был избран председателем сообщества «Студенческая Неделя» (1928), ставшее основой организации «Поколение 28». В этом же году был вновь арестован и несколько месяцев проводит в тюрьме города Пуэрто-Кабельо.
После освобождения он принял участие в вооружённом восстании 7 апреля 1928 года, которое было подавлено, после чего бежал в Колумбию, а затем — в Доминиканскую Республику, где жил в городе Барранкилья. Там, в 1931 году вместе с другим венесуэльским политэмигрантом Ромуло Бетанкуром создал организацию «Революционная левая группа» (ARDI). Создатели объявили, что новая организация не имеет отношения к коммунистам, но одновременно не является и антикоммунистической. С этого времени началась дружба Леони и Бетанкура. Тогда же был составлен план по свержению режима Гомеса, получивший название «План Барранкилья».
В 1936 году возвращается в Венесуэлу и избирается в Национальный конгресс от штата Боливар, становится одним из создателей ORVE — партии венесуэльских левых демократов. В 1937 году по указу и. о. президента Элеасара Лопеса Контрераса его вместе с 46-ю другими политическими деятелями высылают из Венесуэлы. Это было связано с публикацией так называемой «Красной Книги», в которой показывалось широкое проникновение левых взглядов в среду студенчества. Жил сначала в Мексике, а затем в Колумбии, где в Международном университете (исп. Universidad Externado de Colombia) получил степень доктора права. В 1939 году вернулся в Венесуэлу, а в 1941 году стал одним из учредителей социал-демократической партии Демократическое действие.
В 1945 году после свержения военной администрации генерала Медины Ангарита и прихода к власти революционного правительства Ромуло Бетанкура был назначен на пост министра труда. Однако в ноябре 1948 года произошёл новый переворот и во главе страны встал генерал Дельгадо Чальбо. Леони был вновь арестован и провёл в тюрьме 8 месяцев. В 1949 году был вновь (уже в третий раз) выслан из страны. В вынужденной эмиграции жил в Гаване, затем в Нью-Йорке и в Вашингтоне. В августе 1949 года женился на Кармен Америке Фернандес и переехал в Коста-Рику. В 1954 году отправился в Боливию как делегат Международного бюро труда. В 1956 году приехал в Перу, однако по приказу президента Мануэля Одриа был депортирован в Коста-Рику.
После свержения в Венесуэле в 1958 году диктатуры Маркоса Переса Хименеса вернулся на родину. Там он стал первым вице-председателем партии Демократическое действие, а в декабре 1958 года был избран сенатором от штата Боливар. В этом же году стал председателем партии Демократическое действие. В 1959 году занял пост председателя Сената и Конгресса и находился на этой должности до 1963 года, когда выдвинул свою кандидатуру на пост президента. Получив 32,83 % голосов победил на выборах и в марте 1964 года был приведён к присяге. Заняв пост президента, заявил о возможности широкого представительства в правительстве разных политических сил.

## На посту президента
На посту президента заменил своего друга и однопартийца Ромуло Бетанкура.
 Первоначально сформировал кабинет с малым количеством своих однопартийцев, а большинство портфелей раздал независимым политикам. Позже, в ноябре 1964 года инициировал переговоры с лидерами других политических партий, чтобы сохранить дух пакта Пунто-Фихо. В результате был сформирован новый кабинет, однако он существовал только 16 месяцев.
На посту главы государства ему пришлось столкнуться с оппозицией в рядах своей партии, а также с выходом из неё некоторых влиятельных членов. Также в стране шла борьба с партизанским движением, возглавляемым Коммунистической партией. В области внешней политики его администрация была ориентирована на сострудничество с прогрессивными правительствами и полностью прекратило отношения с диктаторскими режимами.
В годы правления начал ряд важных проектов: развитие тяжелой промышленности в Гуайани (гидроэлектроэнергетика, железо и сталь), открытие Рабочего банка, а также строительство дорожной инфраструктуры (автотрассы, магистрали, мосты — важнейший из них пересекает Ориноко). Кроме того, росла Добыча нефти и укреплялись позиций Венесуэлы в ОПЕК. Иностранным компаниям отказывалось в предоставлении новых льгот. Одновременно выросла добыча железной руды — второго по значимости экспортного продукта Венесуэлы после нефти.
Леони попытался реформировать налоговую систему, однако эти инициативы сдержала коалиция левых и правых политиков, которые открыто отстаивали интересы нефтяных компаний. К концу его президентского мандата 85 % продуктов производилось в Венесуэле и только 15 % составлял экспорт.
Также произошли важные изменения в рабочей и социальной областях: профсоюзы получили более широкие права и полномочия, была изменена система социального обеспечения. Безработица за 6 лет (с 1963 по 1969) сократилась более чем в 2 раза. Уровень неграмотности опустился ниже 20 %. Началось строительство метро в Каракасе, создан Детский Фонд и учреждена премия Ромуло Гальегоса.
11 марта 1969 года передал власть избранному кандидату от оппозиционной COPEI Рафаэлю Кальдере.
Скончался в Cornell Medical Center в Нью-Йорке, где восстанавливался после перенесённого мозгового кровоизлияния.